# 大平駅 (平壌市)
大平駅（テピョンえき）とは、朝鮮民主主義人民共和国平壌直轄市万景台区域にある平南線の駅。

## 歴史
- 1910年10月16日：平南線の開通とともに開業[2]。

## 隣の駅
朝鮮民主主義人民共和国鉄道省
平南線
チルゴル駅 - 大平駅 - 降仙駅